# マーク・プレンスキー
マーク・プレンスキー（Marc Prensky、1946年3月15日 - ）はアメリカ合衆国の教育分野における作家、講演家である。「デジタルネイティブ」「デジタルイミグラント」の発案者として知られる。この用語は2001年の「オン・ザ・ホライゾン（On the Horizon）」の記事で初出する。
プレンスキーは1966年オーバリン・カレッジ、1968年イエール・ユニバーシティー卒、1980年ハーバード・ビジネス・スクールを卒業している。60を超える教育に関してのエッセーを発表している。プレンスキーはラーニング・ゲームのデザイナーであり、ゲームを使用した教育に関しての専門家として知られている。
プレンスキーは自身のキャリアをニューヨーク市ハーレムでの教師としてはじめ、小学校から大学までの全レベルにおいて指導した経験をもつ。その後ボストン・コンサルティング・グループ（BCG）において企業戦略や、商品開発の責任者として経験をつみ、ウォール・ストリートにて人事とテクノロジー・エグゼクティブとして企業でも活躍する。

## 著書
- Digital Game-Based Learning (2001, McGraw-Hill)
  - 日本語訳：『デジタルゲーム学習－シリアスゲーム導入・実践ガイド』 （東京電機大学出版局） ISBN 978-4501545406
- Don't Bother Me Mom – I'm Learning （2006, Paragon House）
  - 日本語訳：『テレビゲーム教育論－ママ！ジャマしないでよ勉強してるんだから』 （東京電機大学出版局） ISBN 978-4501542306
- Teaching Digital Natives (2010, Corwin)
  - 日本語訳：『ディジタルネイティヴのための近未来教室―パートナー方式の教授法』 （共立出版） ISBN 978-4320123366